# Anita L. Allen
Anita LaFrance Allen-Castellitto (Port Townsend, Washington, 24 de marzo de 1953) es una académica y filósofa estadounidense, desarrollando actividades académicas y científicas en el profesorado Henry R. Silverman de Derecho y docente de filosofía, en la Escuela de Derecho de la Universidad de Pensilvania. También es vicedecana de la Facultad de Medicina en la Universidad de Pensilvania, docente colaboradora en estudios de mujeres africanas, y en el Programa de género, sexualidad y estudios de la mujer. En 2010, el presidente Barack Obama la nombró en la Comisión Presidencial para el Estudio de Asuntos Bioéticos. Es miembro del Centro Hastings.

## Biografía
Es originaria de Fort Worden (Port Townsend, Estado de Washington). Sus padres, Carrye Mae Cloud y Grover Cleveland Allen, nativos de Atlanta, Georgia. Su padre hizo carrera en el Ejército de los Estados Unidos, sirviendo tanto en la guerra de Corea como en la Vietnam. Y, fue miembro de la "Operación Kapers", un escuadrón de soldados alistados, que entretenían a combatientes en Corea con canciones, bailes y comedias. Allen pasó su infancia viviendo en bases militares, incluyendo Fort Benning, Georgia, y Schofield Barracks, Hawaii.
Anita tiene cinco hermanos. Su hermano, Michael Patrick, comenzó a trabajar como abogado ambientalista para Microsoft en 2008.
En 1985, se casó con Paul Vincent Castellitto, un abogado de New Rochelle, Nueva York, especializado en derecho penal de defensa de cuello blanco. La pareja adoptó dos hijos. Su matrimonio anterior, en 1982, con el artista Michael Kelly Williams de Detroit, Míchigan terminó en divorcio. Anita fue la modelo para un "grabado en madera" de Williams, "Afternoon of a Georgia Faun". Se imprimió una versión original del grabado en el aclamado taller de Robert Blackburn y hoy se expone en la colección de impresiones permanentes de la Biblioteca del Congreso de Estados Unidos en Washington D. C.
En 2006, Allen se convirtió en Anciana de la Iglesia Presbisteriana Bryn Mawr.

## Educación
En 1970, se graduó como estudiante de honor por la  Baker High School en Columbus, Georgia, en solo tres años.
Obtuvo su B.A. por el New College of Florida, en cuyo consejo de administración luego serviría más tarde. Fue honrada, entregado dos veces el discurso de graduación en New College. Mientras estaba matriculada en New College, pasó un año estudiando en Italia y Alemania. Bajo la dirección del profesor Bryan Norton, completó una tesis de licenciatura en filosofía del positivista lógico Rudolf Carnap.
Hizo las defensas de tesis, por su M.A. y su Ph.D. en filosofía, por la Universidad de Míchigan. Recibió capacitación en filosofía analítica, en la Universidad de Míchigan, donde también estudió danza moderna, junto con su compañera de clase Madonna. El profesor Richard Brandt, un destacado defensor del utilitarismo moral, supervisó la tesis doctoral de Allen, "Rights, Children and Education." (Derechos, Infancia y Educación.) Su defensa de tesis, examinó las teorías de Thomas Hobbes y de John Locke sobre la autoridad paterna; y, el ideal moral del derecho a la educación. Así, abogó por una mayor autonomía para los infantes. Y, Allen fue una de las primeras mujeres afroamericanas en obtener un doctorado en filosofía, junto con Joyce Mitchell Cook, LaVerne Shelton, y Adrian Piper. Es la primera mujer afroamericana en tener un J.D. y un Ph.D. en filosofía.
Obtuvo su J.D. (Juris Doctor doctorado en jurisprudencia) por la Harvard Law School. Mientras asistía a Harvard, se desempeñó como profesora de enseñanza para profesores, junto a Michael Sandel, Ronald Dworkin, Robert Nozick, y Sissela Bok. Trabajó como asociada de derecho de verano en las firmas de leyes Gaston Snow Ely Bartlett en Boston, y en 'Milbank, Tweed, Hadley & McCloy' en Nueva York.

## Carrera profesional
Antes de unirse a la Facultad en la Penn, fue profesora y decana asociada para investigación y becas en la Escuela de Derecho de la Universidad de Georgetown, desde 1987 a 1998; y, de 1978 a 1981, fue profesora asistente de filosofía en la Universidad Carnegie Mellon. Fue la primera mujer afroamericana en servir en la Facultad de Derecho de la Universidad de Pittsburgh, desde 1985 a 1987. Ha sido miembro visitante de las Facultades de Derecho, en la Universidad de Waseda, en Tokio, Escuela de Salud Pública de la Universidad Johns Hopkins, Universidad de Washington, Escuela de Derecho de la Universidad Hofstra, Facultad de Derecho de la Universidad de Arizona, Universidad de Princeton, Yale Law School, Escuela de Derecho de la Universidad Villanova, y en Harvard Law School.
Es una experta en derecho de la privacidad y ética contemporánea. También es reconocida por sus estudios académicos sobre filosofía legal, derechos de las mujeres y relaciones raciales.
Es miembro de bufetes de Pensilvania y Nueva York. Practicó brevemente entre 1984 a 1985, la profesión liberal en Cravath, Swaine & Moore, en la ciudad de Nueva York.
Ha sido invitada a dar conferencias en colegios y universidades de EE. UU. y en Canadá, Europa, Australia, Japón y Taiwán. Ha hecho apariciones en
- The Ethical Edge,
- 20/20,
- Nightline,
- Good Morning America,
- 60 Minutes,
- Face the Nation,
- Talk of the Nation, y otros programas de radio y TV.

Ha escrito para la prensa popular, incluyendo:
- O, the Oprah magazine,
- Daily Beast.com,
- Newark Star Ledger.

## Obra

### Algunas publicaciones

#### Libros
- Allen, Anita L. (1988). Uneasy access: privacy for women in a free society.

- Allen, Anita L.; Regan, Jr., Milton C. (1998). Debating "Democracy's Discontent": essays on American politics, law, and public philosophy.

- Allen, Anita L.; Turkington, Richard C. (2002). Privacy law: cases and materials.

- Allen, Anita L. (2003). Why privacy isn't everything: feminist reflections on personal accountability.

- Allen, Anita L. (2004). The new ethics: a guided tour of the 21st century moral landscape.[3]

- Allen, Anita L. (2011) [2007]. Privacy law and society.

- Allen, Anita L. (2011). Unpopular privacy: what must we hide?.

#### Capítulos en libros
- Allen, Anita L. (2005), «Forgetting yourself»,  en Cudd, Ann E.; Andreasen, Robin O., eds., Feminist theory: a philosophical anthology, Oxford, UK Malden, Massachusetts: Blackwell Publishing, pp. 352-364, ISBN 9781405116619..

## Honores
Es una de las varias profesionales negras exitosas cuyas experiencias y perspectivas se han perfilado en libros que incluyen a:
- Laurel Holliday. Children of the Dream (2000),
- Ellis Cose. The Rage of a Privileged Class (1994),
- George Yancy African American Philosophers: 17 Conversations (1998),
- Elwood Watson. Outsiders Within (2008).

- 2007: apareció en el artículo de Carlin Romano, "Un desafío para la filosofía". De ella, escribió, lo siguiente: "Anita Allen está en la cima de su campo, pero tiene serias preocupaciones sobre su propia falta de apertura y diversidad".[4]

- 2010, el presidente Barack Obama fue designada en la Comisión Presidencial para el Estudio de las Cuestiones Bioéticas.[1]

### Membresías
- Programa de Princeton en Derecho y Asuntos Públicos,
- Consejo Americano de Sociedades del Aprendizaje,
- Asociación Americana de Mujeres Universitarias,
- Fundación Ford.
- Asociación Americana para la Ética Práctica y Profesional,
- Centro de Información de Privacidad Electrónica,
- Centro Hastings,
- Coalición de Atención de Maternidad,
- Asociación Nacional para el Comité de Evaluación Judicial de Mujeres Abogadas,
- Alianza de Niños de Filadelfia Occidental,
- Comité Asesor Nacional para la Investigación del Genoma Humano.
- 2016: electa miembro de la Academia Nacional de Medicina.
- 2017: elegida vicepresidenta y presidenta electa de la División Oriental de la Asociación Filosófica Americana, la primera mujer afroamericana en ocupar el cargo en cualquier división de la asociación.